# Povel Huitfeldt
Povel (eller Poul) Huitfeldt, född omkring 1520, död den 21 sep 1592, var en dansk-norsk ämbetsman och bror till riksrådet Christoffer Huitfeldt, samt farbror till historikern Arild Huitfeldt.

## Biografi
Huitfeldt var länsherre i Nordfjord i Norge 1546-56 och var befallningsman för Halmstads län 1563-67 där han under nordiska sjuårskriget tappert försvarade staden mot Erik XIV anfall. Senare 1567 var han till 1568 också länsherre för Halmstads län. Huitfeldt blev 1572 utnämnd till det nyupprättade ämbetet som riksståthållare i Norge, befallningsman på Akershus, samt förlänades Akershus län och Tromsø län till 1577. Som ersättning efter Tromsø förlänades han 1581 Laholms län i Halland fram till sin död 1583.
Han är begraven i Sankt Nikolai kyrka, Halmstad med sin fru Margareta Breide.